# (35394) Countbasie
(35394) Countbasie ist ein Asteroid des inneren Hauptgürtels. Er wurde am 7. Dezember 1997 im Rahmen des OCA-DLR Asteroid Surveys (O.D.A.S.), eines Projektes des OCA (Observatoire de la Côte d’Azur) und des DLR (Deutsches Zentrum für Luft- und Raumfahrt), am 90-cm-Schmidt-Teleskop des französischen Observatoire de Calern (IAU-Code 910) entdeckt. Sichtungen des Asteroiden hatte es vorher schon im März 1984 unter der vorläufigen Bezeichnung 1984 ED1 an der Anderson Mesa Station des Lowell-Observatoriums in Arizona gegeben.
Der mittlere Durchmesser des Asteroiden wurde sehr grob mit 6,299 (±1,852) km berechnet, die Albedo ebenfalls sehr grob mit 0,189 (±0,218).
Mittlere Sonnenentfernung (große Halbachse), Exzentrizität und Neigung der Bahnebene des Asteroiden entsprechen der Dora-Familie, einer Gruppe von Asteroiden, die nach (668) Dora benannt ist. Eine Familienzugehörigkeit des Asteroiden wurde noch nicht definiert.
(35394) Countbasie wurde am 8. November 2019 nach dem US-amerikanischen Jazz-Pianisten, Organisten, Komponisten und Bandleader des Swing Count Basie (1904–1984) benannt.